# Elattoneura centralis
Elattoneura centralis – gatunek ważki z rodziny pióronogowatych (Platycnemididae). Endemit Sri Lanki.